# دينيس ميمز
دينيس ميمز (بالإنجليزية: Dennis Mims)‏ مواليد 15 أكتوبر 1980 في يونيون، هو لاعب كرة سلة أمريكي. بدأ مسيرته الاحترافية في سنة 2002. يبلغ طوله 6 قدم 9 بوصة (2.1 م). لعب مع نادي تامبيرين بيرينتو لكرة السلة في الدوري الفنلندي لكرة السلة.

## روابط خارجية
- دينيس ميمز على موقع كرة السلة الأوروبية.كوم (الإنجليزية)
- دينيس ميمز على موقع كلية كرة السلة في سبورتس رفرنس.كوم (الإنجليزية)
- دينيس ميمز على موقع ريلجم (الإنجليزية)
- دينيس ميمز على موقع بروبوليرز (الإنجليزية)
- دينيس ميمز على موقع سبورتس رفرنس (الإنجليزية)